# Ninogniew
Ninogniew, Minogniew – staropolskie imię męskie, złożone z członów Nino- („nowy, młody”) oraz -gniew. Mogło oznaczać „ten, którego gniew jest świeży”.
W styczniu 2024 w rejestrze PESEL, wśród publicznie dostępnych danych, nie wykazano żadnego mężczyzny o tym imieniu.
Ninogniew imieniny obchodzi 14 czerwca.

## Mężczyźni noszący imię Ninogniew
- Ninogniew z Sienna – ojciec biskupa Tomasza z Sienna
- Ninogniew z Kryska – wojewoda płocki (połowa XV wieku)
- Ninogniew Kryski – wojewoda płocki (zmarł w XVI wieku).